# Алданское нагорье
Алда́нское наго́рье (якут. Алдан үрдэлэ) — нагорье в Якутии, расположенное в междуречье Олёкмы и Учура. Самая высокая точка — 2306 м.
Нагорье сложено преимущественно гнейсами и кристаллическими сланцами Алданского щита. На территории нагорья разведаны месторождения меди, золота, каменного угля, слюды, железной руды. В рельефе нагорья преобладают плоские междуречья высотой до 1000 м, над которыми возвышаются хребты Западные Янги, Суннагын, Кет-Кап. Склоны до высоты 1200—1300 м покрыты лиственничной тайгой, которая выше сменяется каменистой тундрой.
Климат резко континентальный, с холодной, малоснежной зимой и прохладным летом.